# Tiszaeszlár, Szabolcs-Szatmár-Bereg
Tiszaeszlár  este un sat în districtul Tiszavasvár, județul Szabolcs-Szatmár-Bereg, Ungaria, având o populație de 2.680 de locuitori (2011). 

## Demografie
Componența etnică a satului Tiszaeszlár
     Maghiari (82,67%)
     Romi (14,38%)
     Germani (2,78%)
     Români (0,18%)
Componența confesională a satului Tiszaeszlár
     Reformați (34,07%)
     Romano-catolici (31,53%)
     Greco-catolici (9,22%)
     Fără religie (6,46%)
     Necunoscută (18,25%)
     Luterani (0,49%)
     Alte religii (0,93%)
Conform recensământului din 2011, satul Tiszaeszlár avea 2.680 de locuitori. Din punct de vedere etnic, majoritatea locuitorilor (82,67%) erau maghiari, existând și minorități de romi (14,38%) și germani (2,78%). Nu există o religie majoritară, locuitorii fiind reformați (34,07%), romano-catolici (31,53%), greco-catolici (9,22%) și persoane fără religie (6,46%). Pentru 18,25% din locuitori nu este cunoscută apartenența confesională.